# Art Ingels
Art Ingels (14 de mayo de 1918 - 16 de diciembre de 1981) es conocido como 'el padre del karting'. 
En 1956, mientras era constructor de autos de carreras de las 500 Millas de Indianápolis en Kurtis Kraft,  de la 500 Millas de Indianápolis, ensambló el primer Go-Kart de la historia a partir de chatarra y un motor de dos tiempos excedente de West Bend Company.  Fue construido en su garaje para dos autos en Echo Park, California (ahora FIX Coffee Co), y fue probado en el estacionamiento del Estadio Rose Bowl, donde ganó cientos de entusiastas. 
El concepto pronto encontró imitadores y las primeras carreras se celebraron en aparcamientos y se vendieron los primeros karts.
A pesar del éxito del invento de Ingel, Kurtis Kraft se negó a crear su propio departamento de karting. Luego, Ingels dejó la empresa y fundó Ingels & Borelli Kart Company con Lou Borelli, quien le había ayudado a construir el primer prototipo. La empresa fabricaba karts hechos a mano y pudo vender los primeros ejemplares del modelo “Caretta” en 1958.